# Antonio Alonso Gutiérrez
Antonio Alonso Gutiérrez (Almoradí, 1933-2018) fou un polític valencià, alcalde d'Almoradí i diputat a les Corts Valencianes.

## Trajectòria
Va fer estudis primaris a Almoradí i es va dedicar a la seva pròpia empresa, Edijar SA. Va ser alcalde d'Almoradí de 20 de març de 1972 fins al 29 d'abril del 1977. També formà part del comitè executiu de la Cambra de Comerç d'Alacant i fou vicepresident de l'Associació Provincial d'Arts Gràfiques.
A les eleccions generals espanyoles de 1982 formà part de les llistes d'Alianza Popular, però no fou escollit. Fou escollit alcalde d'Almoradí a les eleccions municipals espanyoles de 1983 i simultàniament diputat a les eleccions a les Corts Valencianes de 1983. Va participar en les lluites internes del partit entre Rafael Maluenda Verdú i Juan Antonio Montesinos García. En 1987 fou nomenat president comarcal d'AP a la Vega Baixa i només es va presentar a les eleccions municipals, de manera que va revalidar l'alcaldia novament en les eleccions de 1991 i 1995. El 1995 deixà un temps l'alcaldia perquè va patir un accident vascular cerebral. A les eleccions municipals de 1999 ja no es presentà. També fou diputat de la Diputació d'Alacant entre 1987 i 1991 i entre 1995 i 1999.